# 东兴街道 (辽阳市)
东兴街道，是中华人民共和国辽宁省辽阳市白塔区下辖的一个乡镇级行政单位。2020年4月，将胜利街道、东兴街道合并为襄平街道。

## 行政区划
东兴街道下辖以下地区：
北门社区、四大社区、天齐社区、东曙光社区、东城社区、辽麻社区、太子河社区、国庆村、太子河村和裕民村。